# Усенов, Абдулла
Абдулла Усенов (18 июля 1924, Туркестан — 7 декабря 1943, Коростенский район) — сапёр 159-го отдельного сапёрного батальона 112-й Рыльско-Коростенской стрелковой дивизии 60-й армии 1-го Украинского фронта, красноармеец. Герой Советского Союза.

## Биография
Родился 18 июля 1924 года в посёлке Туркестан (ныне Южно-Казахстанская область, Казахстан) в крестьянской семье. По национальности — казах.
Окончил 4 класса железнодорожной школы. Работал слесарем в вагонном депо станции Туркестан. Беспартийный.
В сентябре 1942 года призван в ряды Красной Армии. В боях Великой Отечественной войны с февраля 1943 года. Воевал на Центральном и 1-м Украинском фронтах.

#### Подвиг
Из наградного листа:

…7 декабря 1942 года при прорыве немецких танков в посёлок «Колхоз имени Сталина» Усенов получил задание от командования батальона, заминировать дорогу. Прибыв к месту оседлания дороги тов. Усенов не успел окопаться, как на него вышли немецкие танки, остановились в 50 м от местонахождения тов. Усенова и начали вести огонь прямой наводкой из пушек и пулемётов. Тов. Усенову было дано приказание выдвинуться влево и перекрыть дорогу танкам. Взяв две противотанковые мины он начал передвигаться ползком к перекрёстку дорог, это заметили водители танков противника. Один из танков пошёл на красноармейца Усенова. Заметив движение танка тов. Усенов подготовил мину к боевому действию. Когда танк приблизился на несколько метров, тов. Усенов с миной в руках бросился под гусеницы танка. Произошёл взрыв, танк подорван.
Тов. Усенов совершил героический поступок, жертвуя своей жизнью он подорвал танк противника.

Похоронен в братской могиле между сёлами Нивки и Злобичи.
Указом Президиума Верховного Совета СССР от 25 августа 1944 года за отвагу и мужество, проявленные в боях на Правобережной Украине, красноармейцу Абдулле Усенову было посмертно присвоено звание Героя Советского Союза.

## Награды
- Медаль «Золотая Звезда» № 1625 (25.08.1944)[1];
- орден Ленина (25.08.1944).

## Память
- В месте захоронения, в селе Нивки, установлен обелиск.
- На территории мастерских станции Туркестан Герою установлен памятник.
- Его именем названы улица в городе Туркестан и школа колхоза имени Н. К. Крупской, где учился Герой.